# Governo Militar dos Estados Unidos em Cuba
Governo Militar dos Estados Unidos em Cuba (em inglês:  United States Military Government in Cuba, em castelhano:  Gobierno militar estadounidense en Cuba) foi um governo militar provisório em Cuba que foi criado logo após a Guerra Hispano-Americana em 1898, quando a Espanha cedeu Cuba para os Estados Unidos.
Este período é também referido como Primeira Ocupação de Cuba (em castelhano:  Primera ocupación estadounidense en Cuba) para distingui-la de uma segunda ocupação ocorrida entre 1906 a 1909.
As tropas estadunidenses sob o pretexto de ajuda a Cuba, ocupariam a ilha em 1898, logo após a sua independência da Espanha. O resultado e o desenvolvimento da ocupação de Cuba ocorreram durante a luta entre Cuba e o domínio colonial espanhol, marcando o fim da posição dos Estados Unidos de ajuda a luta armada cubana e da soberania cubana.
Os estadunidenses, então, estabelecem uma ocupação militar em Cuba que duraria até 1902. Entretanto, antes de se retirarem, as forças da ocupação militar fazem incluir na Constituição da República de Cuba um apêndice chamado Emenda Platt pelo qual outorgava o direito de intervir nos assuntos cubanos no sempre que considerassem conveniente. Além disso, garantiriam o arrendamento dos territórios para bases navais e carvoeiras, no qual a Base Naval da Baía de Guantánamo permanece ocupada.

## Cronologia
1898
- 15 de fevereiro: O USS Maine explode no porto de Havana.
- 20 de abril: O presidente William McKinley assina uma resolução conjunta congressional declarando guerra contra a Espanha. Ele inclui a Emenda Teller afirmando intenções dos Estados Unidos em declarar guerra à Espanha excluem exercício "soberania, jurisdição ou controle" sobre Cuba "exceto para a pacificação dos mesmos".
- 10 de dezembro: a Espanha e os Estados Unidos assinam o Tratado de Paris.

1899
- 1 de janeiro: o governo militar é instalado pelos Estados Unidos.
- 11 de abril: a Guerra Hispano-Americana termina oficialmente.

1901
- 21 de fevereiro: a Constituição da República de Cuba é adotada.
- 31 de dezembro: Tomás Estrada Palma é eleito o primeiro presidente da República de Cuba.

1902
- 20 de maio: A Constituição de 1901 entra em vigor. Nascimento da República de Cuba. [3]